# サガ・オブ・ザ・シャドー・ロード
『サガ・オブ・ザ・シャドー・ロード』 (Saga of the Shadow Lord)は、ダンジョンズ&ドラゴンズ・ファンタジー・ロールプレイングゲームのベーシックD&D向けに、1986年に出版された冒険モジュールである

## プロット概要
『サガ・オブ・ザ・シャドー・ロード』は、小型キャンペーンとして連携した2つのアドベンチャーによって構成されている：
最初のアドベンチャー「エルヴンスター」では、プレイヤーキャラクター達は、平和な隣国への侵略を目論むシャドーロードの計画を阻止するために、マジックアイテムの奪還を試みる。このアドベンチャーにおける遭遇には、冒険者達が住む村や、小さな城に住むクラウドジャイアントなどが含まれ、パーティがシャドウロードの本拠地にたどり着くと最後の遭遇が行なわれる。
2つ目のアドベンチャー「ドラックス・タレンのホール」では、シャドーロードはより強力になって戻ってくる。彼の手下のアンデッド達は、彼に巨大なパワーを与えるマジックアイテムを探しており、PC達は彼らよりも速く、そのアイテムを発見しなければならない。追補として、4つの新たなマジックアイテムと3種の新モンスターの詳細が掲載されている。
プレイヤーキャラクター達は、シャドーロードのアンデッドの軍勢をすり抜け、彼の呪われた要塞に潜入し、魔法のエルヴンスターを取り戻さなければならない。

## 出版履歴
X11『サガ・オブ・ザ・シャドー・ロード』は、1986年に64ページの中綴じ冊子として出版された。スティーブン・ボーン著、表紙イラストはキース・パーキンソンであった。モジュールの本文イラストはマーク・ネルスンであった。シナリオは、ダンジョンズ&ドラゴンズ・エキスパート・セット用に執筆され、対応レベルは5～9であった。
このモジュールは64ページの中綴じ冊子になっており、三つ折りの表紙カバーに挟まれている。また、地図とモンスターとNPCのデータが表紙カバーの内側に掲載されている。冊子の中央部の8ページにはさらに多くの地図と、8人の作成済みプレイヤーキャラクターが掲載されている。

## 評判
ゲームデザイナーのグレイム・デイビスは、『ホワイトドワーフ』誌の第89号において、『サガ・オブ・ザ・シャドー・ロード』を論評した。彼は「エルヴンスター」のアドベンチャーは昔ながらの流儀で構成されており、深刻な問題が起こっているダンジョンへの道中では、固定されてはいるが無作為に見える一連の遭遇が存在する、と述べている。彼は、「村は（レベル7までにも及ぶ！）冒険者達でいっぱいだった」こと、「今まで見たこともないような小さな城」に住んでいる「広場恐怖症」のクラウドジャイアントについて言及し、「シャドウロードの軍勢との興味深い遭遇が、冒険者達がシャドーロードの本拠地にたどり着くまでの、他の無秩序なダンジョンを巡る退屈な旅の苦労を軽減してくれた」と感じたと述べた。彼は最後の遭遇について、特に悪役の戦術の概要や、ダンジョンマスターのための、PC達が勝つか負けるか、あるいは探索の目的を外れるかどうかに基づいて次に何をすべきかについての注意書きなど、幾つかの良い点を挙げている。デイビスは「ドラックス・タレンのホール」がくどい繰り返しであり、遭遇は「最初の遭遇よりも刺激的ではない」とし、新たなマジックアイテムやモンスターについては「驚くほど独創的で刺激的なものは何もない」と指摘した。「単純なプロット、多数の遭遇、多数の戦闘などの全てが、このゲームの初期からの伝統に頑固に根ざしている」、「ここ数年、ホビーの世界では何の発展もなかったような印象を受けた」と感じ、総合的に見て、デイビスはこのモジュールに失望した。それでも彼は、「それは、意図していたことを完璧に適切に実行しており、プロットや根拠にあまり重点を置かない、戦闘満載のバイオレンス志向のアドベンチャーがあなたの好みであるなら、『サガ・オブ・ザ・シャドー・ロード』は一見の価値がある」と認めた。